# Богданівське (Куп'янський район)
Богданівське (до 2016 року — Жовтне́ве) — село в Україні, у Дворічанській селищній громаді Куп'янського району Харківської області. Населення становить 969 осіб. До 2020 орган місцевого самоврядування — Богданівська сільська рада.

## Географія
Село Богданівське розміщене на відстані 1 км від річки Оскіл (лівий берег), село витягнуто вздовж балки Колодна на 7 км, по балці протікає пересихаючий струмок, поруч із селом проходить залізниця, найближча станція Гряниківка (2 км), біля села великі лісові масиви (сосна).

## Історія
1929 — дата заснування села під назвою Жовтневе.
Під час організованого радянською владою Голодомору 1932—1933 років померло щонайменше 598 жителів села.
1998 року до села приєднане селище Гряниківка.
19 травня 2016 року село перейменовано на Богданівське, на честь Богданівського полку Армії УНР, який у грудні 1918 р. вів тут оборонні бої проти більшовиків.
12 червня 2020 року, відповідно до Розпорядження Кабінету Міністрів України  № 725-р «Про визначення адміністративних центрів та затвердження територій територіальних громад Харківської області», увійшло до складу Дворічанської селищної громади.
19 липня 2020 року, в результаті адміністративно - територіальної реформи та ліквідації Дворічанського району, село увійшло до складу Куп'янського району Харківської області.
Село тимчасово окуповане російськими військами 24 лютого 2022 року.
5 грудня 2022 року - зазнало обстрілів з різнокаліберної артилерії, з боку російського агресора.

## Населення

### Мова
Розподіл населення за рідною мовою за даними перепису 2001 року:
| Мова            | Кількість | Відсоток |
| --------------- | --------- | -------- |
| українська      | 868       | 89.57%   |
| російська       | 97        | 10.01%   |
| румунська       | 2         | 0.21%    |
| інші/не вказали | 2         | 0.21%    |
| Усього          | 969       | 100%     |

## Економіка
- У селі є молочно-товарна ферма.

## Об'єкти соціальної сфери
- Богданівський дитячий садочок
- Школа